# Putnowice-Kolonia
Putnowice-Kolonia – kolonia w Polsce położona w województwie lubelskim, w powiecie chełmskim, w gminie Wojsławice.
Wieś (kolonia) wyodrębniona z historycznej wsi Putnowice znanej w dokumentach źródłowych już w XV wieku. Nazwa Putnowice-Kolonia obowiązuje od roku 1970. W latach 1975–1998 miejscowość administracyjnie należała do województwa chełmskiego. 
Kolonia jest sołectwem w gminie Wojsławice. Według Narodowego Spisu Powszechnego (III 2011 r.) liczyła 164 mieszkańców i była szóstą co do wielkości miejscowością gminy. 
Wierni Kościoła rzymskokatolickiego należą do parafii św. Barbary w Turowcu.